# Кынговей

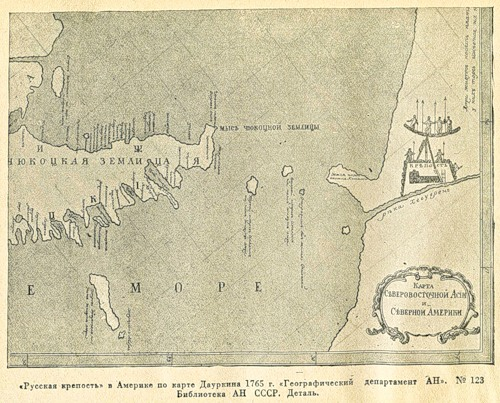
Карта Дауркина (Кынговей изображён справа)

Кынговей (Кымговей) — русское поселение, возможно существовавшее на Аляске в XVII—XVIII веках.

## Свидетельства о существовании
В 1742 году Яков Линденау, участник многих экспедиций по Северо-Восточной Азии, писал:

«…И они, чукчи, от своих жилищ на ту землю ходят байдарами и с той земли привозят посуду деревянную, подобную русской. И по разглагольствованию тех чукч имеется чрез русских людей известие доподлинно так, что якобы купецким людям двенадцатью кочами минувших лет за семдесят или более. Колымскому среднему зимовью, где прежде ярмонга бывала, для торгу пошедших и от сильных морских погод друг от друга разошедшихся, иные в Камчатку проплыли, а иные к тому острову, который Большой Землёю называется, пристали и тамо жительствующими народами совокупившиеся, у них поженились и расплодились…».
В 1764—1765 годах на Аляске побывал чукотский географ Николай Дауркин. Среди всего прочего, он собрал сведения о поселении, в котором живут «бородатые люди», которые «молятся иконам». По данным, сообщённым Дауркину местными жителями, это поселение находилось на реке Хеуверен. В 1779 году аналогичную информацию сообщил казачьему сотнику Ивану Кобелеву старейшина острова Ратманова. Также он сообщил о том, что жители сохраняют русский язык и письменность, а также имеют богослужебные книги. По данным, обнаруженным в 1948 году учёным-американологом А. В. Ефимовым, Кобелев вёл переписку с жителями Кынговея. Те писали, что не жалуются ни на что, кроме отсутствия железа. В 1818 году Петру Корсановскому один эскимос сообщал, что встречался с «бородатыми людьми, одетыми в троеклинки, выделанные из оленьих кож, высокие сапоги и вооруженные медными мушкетонами». В 1821 году экспедиция Александра Авинова не нашла русских поселений.
В 1937 году при раскопках было найдено селение, которое, как объявили американские археологи, было основано в XVI веке и принадлежало русским мореплавателям. Бытовало мнение, что его основали потомки новгородцев, бежавшие от опричного разгрома, учинённого Иваном Грозным. Это перекликается с преданием о том, что примерно в 1570 году беглые поморы основали село Русское Устье в дельте Индигирки. Однако впоследствии оказалось, что датировка была ошибочной, и найдено было алеутское поселение XVIII века.
По одной из версий, первопоселенцами Кынговея были несколько десятков мореплавателей из экспедиции Семёна Дежнёва, которые в 1648 году были отброшены штормом и более замечены не были.

## Возможное расположение

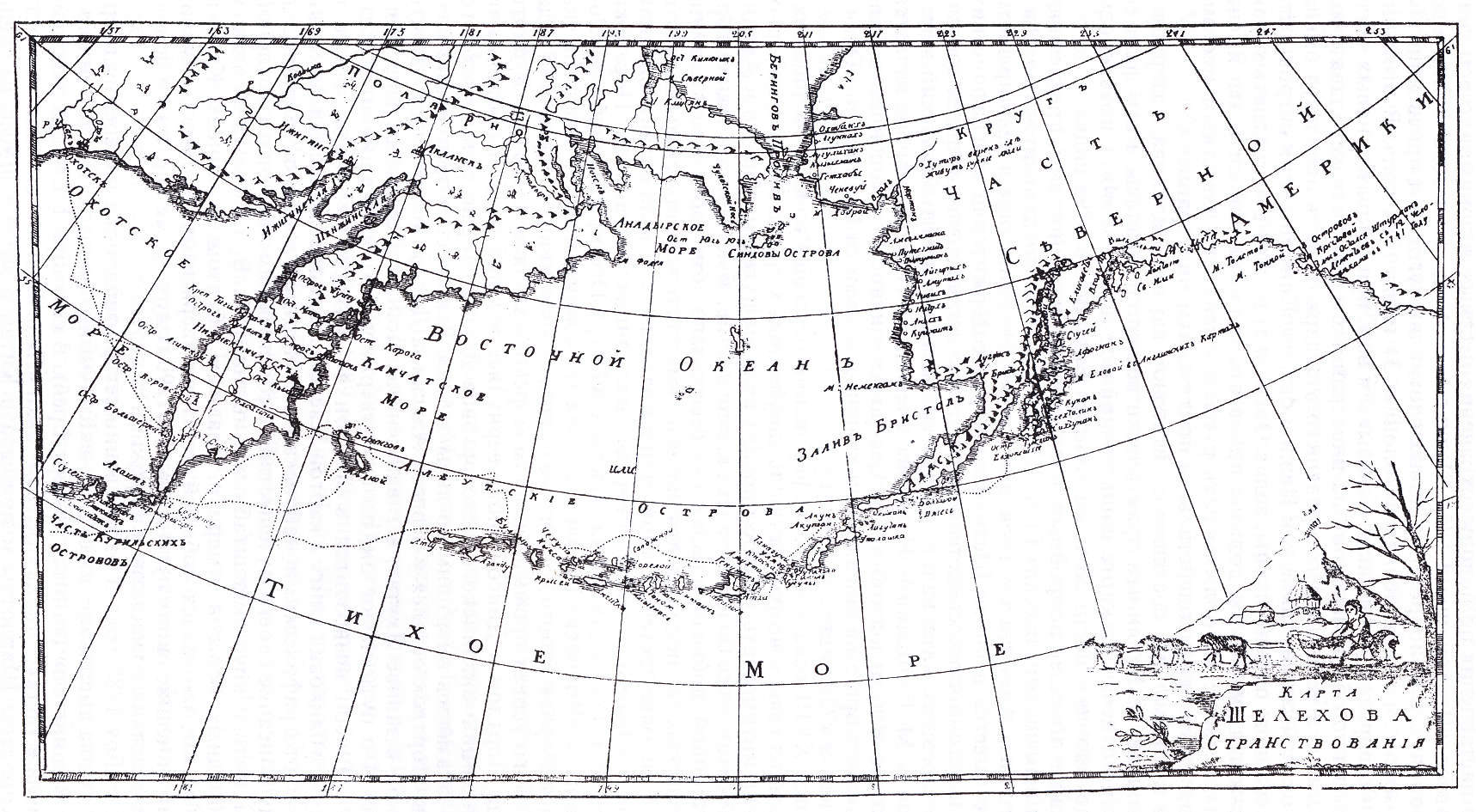
Карта Г. И. Шелихова (1791), на которой изображена река Хеуверен

Разные исследователи (в том числе А. В. Ефимов и Л. С. Берг) соотносили реку Хеуверен с рекой Юкон. Другие относят это название к реке Кузитрин. По другой версии, это название реки Коюк на полуострове Сьюард. Река Хеуверен обозначалась на картах до 1820-х годов.

## Критика версии о существовании русского поселения
Американская исследовательница Д. Дж. Рей считает, что такое поселение действительно имело реальный прообраз, но было эскимосским, а версия о русском поселении — результат неверного толкования. Поиски русского поселения на Аляске она назвала «смехотворными».